# Hoàng Đắc Công
Hoàng Đắc Công (chữ Hán: 黃得功, ? – 1645), hiệu Hổ Sơn, người vệ Khai Nguyên  (nay là thành phố cấp huyện Khai Nguyên, địa cấp thị Thiết Lĩnh, tỉnh Liêu Ninh), xước hiệu là Hoàng sấm tử, tướng lãnh nhà Minh, trấn thủ Lư Châu (nay là Hợp Phì), dời đi Nghi Chân (nay là thành phố cấp huyện Nghi Chinh, địa cấp thị Dương Châu, tỉnh Giang Tô), rồi lại về Lư Châu – một trong Giang Bắc tứ trấn do Đông Các đại học sĩ Sử Khả Pháp đặt ra. Trong Tứ trấn, ông là người kiên trung với nhà Minh nhất, tận lực bảo vệ Hoằng Quang đế cho đến khi tử trận ở Vu Hồ.

## Đánh dẹp khởi nghĩa
Tổ tiên của Đắc Công từ Hợp Phì dời đến vệ Khai Nguyên. Mồ côi cha từ sớm, cùng mẹ sống ở Từ Châu. Từ nhỏ có sức mạnh, đảm lược hơn người. Năm lên 12, mẹ cất được mẻ rượu, trộm mà uống sạch. Mẹ trách mắng, thì cười nói: "Đền dễ mà!" Khi ấy chiến sự ở Liêu Dương đang gấp, Đắc Công cắp đao tham gia quân đội, chém được 2 thủ cấp, trúng thưởng 50 lạng bạc, đưa về cho mẹ, nói: "Con đền rượu đấy!" do đó được gia nhập phủ Kinh lược làm thân quân, nhờ công làm đến Du kích.
Năm Sùng Trinh thứ 9 (1636), được thăm làm Phó tổng binh, chia quản kinh vệ.
Năm thứ 11 (1638), đưa Cấm quân theo tổng đốc Hùng Văn Xán đánh dẹp ở Vũ Dương, lập nhiều chiến công. Tháng 8, lại tham gia đánh dẹp Mã Quang Ngọc ở Ngô Thôn, Vương Gia Trại thuộc Tích Xuyên, đại phá được. Có chiếu gia Thái tử thái sư, thự hàm Tổng binh.
Năm thứ 13 (1640), theo thái giám Lư Cửu Đức phá nghĩa quân ở Bản Thạch Phán, 5 doanh của bọn "Cách khỏa nhãn" đầu hàng.
Năm thứ 14 (1641), nhận chức tổng binh cùng Vương Hiến chia nhau bảo vệ lăng Phượng Dương, Tứ Châu, Đắc Công đóng quân ở Định Viễn. Trương Hiến Trung đánh Đồng Thành, cậy bộ tướng Liêu Ứng Đăng đến dưới thành dụ hàng. Đắc Công và Lưu Lương Tá hợp binh đánh trả ở Bảo Gia Lĩnh, nghĩa quân thua chạy, quan quân đuổi đến Tiềm Sơn, chém các tướng nghĩa quân "Sấm thế vương" Mã Vũ, "Tam diêu tử" Vương Hưng Quốc (con nuôi của Hiến Trung). Đắc Công trúng tên vào mặt, lại càng hăng hái, cũng nghĩa quân giao chiến hơn 10 ngày, tự mình giết địch rất nhiều.
Năm sau, dời đi trấn thủ Lư Châu.

## Phục vụ Nam Minh
Năm thứ 17 (1644), được phong Tĩnh Nam bá. Phúc vương Chu Do Tung lên ngôi ở Giang Nam, là Hoằng Quang đế, được tiến phong hầu tước. Được toàn quyền ở nhiệm sở, cùng Lưu Lương Tá, Lưu Trạch Thanh, Cao Kiệt gọi là Tứ trấn.
Ban đầu, Sử Khả Pháp lo Cao Kiệt cứng đầu khó chế ngự, nên để Đắc Công ở Nghi Chân, ngầm khống chế ông ta. Hoảng Phỉ mới lên chức tổng binh, gởi thư xin Đắc Công binh sĩ và quân nhu. Phỉ và ông cùng họ, gọi nhau anh em, nên Đắc Công soái 300 kỵ binh từ Dương Châu đi Cao Bưu để đón. Phó tướng của Kiệt là Hồ Mậu Trinh báo cho Kiệt. Ông ta vốn kiêng dè Đắc Công, lại ngờ ông có ý đồ với mình, bèn phục binh ở giữa đường. Đắc Công đi đến Thổ Kiều, đang lấy thức ăn ra, trong lúc không đề phòng, phục binh nổi dậy. Ông vừa rút Thiết tiên, thì tên như mưa ập đến, ngựa ngã ra chết, Đắc Công vượt qua đám kỵ binh của địch mà chạy. Có một kỵ sĩ múa sóc ngăn lại, ông thét lớn, ghì sóc của hắn mà đánh chết cả người lẫn ngựa. Đắc Công quay lại giết mấy chục người, rồi nhảy vào trong một bức tường lở, gầm lên như sấm, không ai dám đuổi theo, nên ông chạy thoát về với đại quân. Trong lúc này, Kiệt ngầm đưa quân lật nhào Nghi Chân, quân đội của Đắc Công bị tổn thất, 300 kỵ binh đi theo đều mất cả. Ông tố cáo lên triều đình, xin cùng Kiệt một trận tử chiến. Khả Pháp mệnh Giám quân Vạn Nguyên Cát hòa giải bọn họ, nhưng không thể. Gặp lúc Đức Công có tang mẹ, Khả Pháp đến điếu, lựa lời khuyên bảo, ông mới có ý bỏ qua, nhưng vẫn căm phẫn không thôi. Khả Pháp lệnh cho Kiệt bồi thường ngựa cho Đắc Công, bỏ ra ngàn vàng phúng mẹ của ông. Ông bất đắc dĩ nghe theo.
Năm sau (1645), Kiệt muốn đi Hà Nam, giành lại Trung Nguyên. Có chiếu cho Đắc Công và Lưu Lương Tá giữ Bi, Từ. Kiệt chết rồi, Đắc Công về Nghi Chân. Gia đình của Kiệt cùng vợ con tướng sĩ ngược dòng lên Dương Châu, ông mưu tập kích. Triều đình gấp sai Lư Cửu Đức truyền dụ ngăn lại, Đắc Công bèn dời đi trấn thủ Lư Châu. Tháng 4, Tả Lương Ngọc đông hạ, mượn danh nghĩa "thanh quân trắc", đến Cửu Giang thì bệnh chết, con là Tả Mộng Canh lên thay. Triều đình mệnh cho Đắc Công đi Thượng Giang chống giữ, đóng quân ở Địch Cảng. Ông phá Mộng Canh ở Đồng Lăng, cởi vòng vây của ông ta. Triều đình mệnh cho Đắc Công dời nhà đi trấn thủ Thái Bình, một lòng lo việc chống Thanh, luận công được gia Tả trụ quốc.

## Cái chết
Khi quân Thanh vượt Trường Giang, biết Hoằng Quang đế bỏ chạy, bèn chia quân tập kích Thái Bình. Đắc Công đang thu binh lập đồn ở Vu Hồ, Đế ngầm vào doanh trại của ông. Đắc Công kinh hãi, khóc nói: "Bệ hạ tử thủ kinh thành, bọn thần mới có thể tận lực, sao lại nghe lời kẻ gian, thảng thốt đến đây! Vả thần đang chống giặc, làm sao hộ giá?" Đế nói: "Chẳng khanh thì không còn ai!" Ông khóc nói: "Nguyện ra sức đến chết!"
Khi Đắc Công chiến đấu ở Địch Cảng, tay bị thương rất nặng, cơ hồ rơi ra. Ông mặc áo vải thô, dùng lụa buộc tay, giắt đao ngồi thuyền nhỏ, chỉ huy 8 viên tổng binh dưới quyền ra nghênh địch. Còn Lưu Lương Tá đã hàng Thanh, ở trên bờ gọi lớn chiêu hàng. Đắc Công giận quát rằng: "Mày đã hàng ư!?" Chợt có tên bay lạc, trúng vào yết hầu lệch về bên trái. Ông biết là không xong, ném đao xuống mà nhổ tên ra, rồi chết. Vợ ông nghe tin, cũng tự thắt cổ. Tổng binh Ông Chi Kỳ đâm đầu xuống sông mà chết, trung quân Điền Hùng Toại bắt Hoằng Quang đế ra hàng.

## Đánh giá
Đắc Công tính thô bạo, không có học vấn. Giang Nam mới lập, chiếu thư phần nhiều đều do bọn gian thần làm ra. Ông nhận chiếu chỉ thường nghi ngờ mà mắng sứ giả dữ dội .
Nhưng Đắc Công bản tính trung nghĩa, gặp việc nước đều tham gia bàn bạc, vì lợi ích chung sẵn sàng chịu thiệt thòi để thỏa hiệp. Khi vấn đề tranh luận Thái tử thật – giả nổ ra, phần nhiều đều xu nịnh mà cho là giả, ông nằm trong số ít người đòi hỏi phải làm rõ sự thật, quyết không a dua theo số đông. Đắc Công mỗi khi chiến đấu, uống mấy đấu rượu, càng say càng hăng hái. Ông thích dùng Thiết tiên, tiên đẫm máu chảy xuống cổ tay, lấy nước mà rửa, hồi lâu mới hết, trong quân gọi là Hoàng sấm tử .
Ban đầu Đắc Công làm tỳ tướng, tham gia đánh dẹp khởi nghĩa nông dân, chưa gặp đại địch. Đến khi chuyên quyền một trấn, tiến phong hầu tước, thì quân Thanh nam hạ, chúa bỏ trốn, tướng đầu hàng, chẳng lập nên công lao to lớn gì, đành cùng mất với nước.
Ông giữ nghiêm quân kỷ, bộ hạ không dám xâm phạm nhân dân. Mọi người cảm ân đức, ở Lư Châu, Đồng Thành, Định Viễn đều lập sanh từ. Sau khi mất được táng ở bên mộ mẹ tại Phương Sơn thuộc Nghi Chân.